# Til Broner
Til Broner je nemački džez muzičar, trubač, pevač, kompozitor, aranžer i producent.

## Biografija
Rođen je 6. maja 1971. godine u Verzenu (Viersen), u Nemačkoj.
Til Broner odrastao je u Rimu, a klasično obrazovanje za sviranje trube dobio je u jezuitskoj školi Aloisiuskolleg u Bonu. Jednu godinu srednje škole proveo je na razmeni u Sjedinjenim američkim Državama. Posle toga je studirao trubu na Muzičkoj akademiji u Kelnu, kod profesora Jigsa Vigama (Jiggs Whigham) i Jona Erdlija (Jon Eardley).
Izvodi kompozicije bibop (bebop) i fužn džeza (fusion jazz), ali i moderne pop kompozicije, muziku za filmove (posebno za nemačke filmove), kantri muziku, čak i nemačku pop muziku. Njegovo sviranje trube je u osnovi inspirisano iskustvima slušanja Freda Habarda (Freddie Hubbard), Dizi Đilespija (Dizzy Gillespie) i Četa Bejkera (Chet Baker). Muzičari koji su najviše uticali na njega su Bobi Šo (Bobby Shew) i Malte Burba (Malte Burba).

## Istorija
1993: Prvi solo album “Generacije džeza“ (Generations of Jazz) sa Rejom Braunom, Džefom Hamiltonom, Frenkom Kastenierom i Gregori Petersom, koji je osvojio nekoliko nagrada.
1998: Prvi album “Ljubav“ (Love) gde se prvi put pojavljuje kao džez pevač. Koncertna turneja po Japanu i nagrada Zlatni disk japanskog Sving žurnala (Swing Journal).
1999: Pisac pesama i producent za album „17 milimetara“ Hildegarda Knefa (Hildegard Knef).
2001: Muzika za film „Jazz Seen“ (film o džez fotografu Vilijamu Klakstonu (William Claxton).
2003: Koncerna turneja sa soul pevačem Džojem Denalajnom (Joy Denalane).
2005: Album „To leto“ (That Summer) bio je 17. na nemačkoj pop listi.
Trenutno je najprodavaniji nemački džez muzičar svih vremena.
Broner je napisao i muziku za film Pepe Dankvarts Höllentour („Pakao na točkovima“), koji je nominovan za Nemačku filmsku nagradu u kategoriji „Najbolja muzika“.

## Diskografija
- 1993 Generations of Jazz
- 1995 My secret Love
- 1996 German Songs
- 1997 Midnight (with Michael Brecker and Dennis Chambers)
- 1998 Love
- 2000 Chattin with Chet (A Tribute to Chet Baker)
- 2001 Jazz Seen (O.S.T.)
- 2002 Get Well Soon (Bob Brookmeyer)
- 2002 Blue Eyed Soul (feat. Mark Murphy)
- 2004 That Summer
- 2004 Höllentour (O.S.T.)
- 2006 Oceana (feat. Carla Bruni, Madeleine Peyroux, Luciana Souza)
- 2007 The Christmas Album (feat. Curtis Stigers, Yvonne Catterfeld, Frank McComb, Kim Sanders, Don Grusin)
- 2008 RIO (feat. Vanessa da Mata, Kurt Elling, Melody Gardot, Annie Lennox, Aimee Mann, Sérgio Mendes, Milton Nascimento & Luciana Souza)
- 2009 Midnight
- 2010 At The End Of The Day (Island)
- 2012 Till Brönner
- 2014 The Movie Album
- 2015 Canyon Songs
- 2016 The Good Life
- 2018 Nightfall (with Dieter Ilg)

### DVD uživo
- 2005: Noć u Berlinu (A Night In Berlin)